# Tox
Tox (korziško Tocchisu) je naselje in občina v francoskem departmaju Haute-Corse regije - otoka Korzika. Leta 1999 je naselje imelo 142 prebivalcev.

## Geografija
Kraj leži v vzhodnem delu otoka Korzike 70 km južno od središča Bastie.

## Uprava
Občina Tox skupaj s sosednjimi občinami Aléria, Ampriani, Campi, Canale-di-Verde, Chiatra, Linguizzetta, Matra, Moïta, Pianello, Pietra-di-Verde, Tallone, Zalana in Zuani sestavlja kanton Moïta-Verde s sedežem v Moïti. Kanton je sestavni del okrožja Corte.

## Zanimivosti
- baročna cerkev sv. Janeza Krstnika iz 17. stoletja,
- romarska kapela Notre-Dame-des-Grâces.